# Journal of Drugs in Dermatology
Das Journal of Drugs in Dermatology, abgekürzt J. Drugs Dermatol., ist eine wissenschaftliche Fachzeitschrift, die vom Journal of Drugs in Dermatology-Verlag veröffentlicht wird. Die Zeitschrift erscheint mit zwölf Ausgaben im Jahr. Es werden Arbeiten veröffentlicht, die sich mit neuen Behandlungsmethoden von Hauterkrankungen sowie der Verwendung neuer Arzneimittel beschäftigen.
Der Impact Factor lag im Jahr 2014 bei 1,446. Nach der Statistik des ISI Web of Knowledge wird das Journal mit diesem Impact Factor in der Kategorie Dermatologie an 32. Stelle von 63 Zeitschriften geführt.